# Visione binoculare

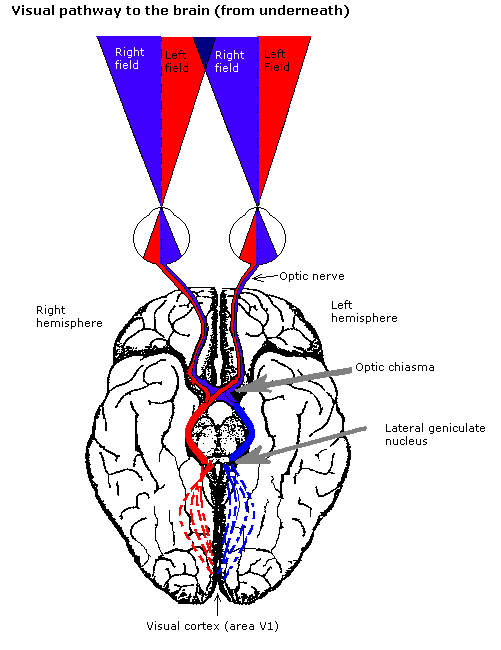
La visione binoculare negli esseri umani

La visione binoculare (anche detta visione stereoscopica, stereopsi o stereopsia), è la caratteristica fondamentale del sistema visivo a 2 occhi, propria di alcune specie animali, quali l'essere umano. Del più ampio campo visivo bi-oculare, come l'insieme delle due visioni monoculari, la visione binoculare rappresenta la sola parte delineata dall'area del campo visto da entrambi gli occhi contemporaneamente: ovvero, quando la parte del singolo campo visivo monoculare dell'occhio destro, si sovrappone alla stessa parte visibile dal singolo campo visivo monoculare dell'occhio sinistro. L'immagine risultante è quindi ottenuta dalla somma dei due occhi contemporaneamente. 

## Generalità
Il presupposto indispensabile per l'organizzazione della visione binoculare è che entrambi gli occhi osservino una stessa area dello spazio, puntando entrambi lo stesso punto, e quindi, esenti da deviazioni degli assi visivi. Tuttavia, ciò non obbliga ad avere gli assi visivi sempre e comunque paralleli orizzontalmente, come succede quando l'osservazione è fissata su oggetti molto distanti (almeno 5 km) e all'infinito (Luna, stelle, ecc.), ma anche convergenti, come è nella normalità quando si osservano oggetti molto vicini (es: 25 cm), anche fino a 10 cm dagli occhi. Ovviamente, l'effetto che la convergenza degli assi ottici produce nell'immagine finale di sfondo (sdoppiamento), è parte di ciò che il cervello elabora come profondità di campo, legato alla sfocatura dello sfondo. 

Differenza di campo visivo di un piccione (sinistra) e di un gufo (destra), dove la somma binoculare è rappresentato da un colore viola più carico (Binocular vision)

Per un uomo normale senza difetti di vista, la forma e l'ampiezza della visione binoculare (il campo visivo binoculare), sono caratteristiche soggettive e piuttosto individuali, dipendenti dalla morfologia del volto (naso, posizione e taglio degli occhi, distanza e infossamento, guance, zigomi, sopracciglia, ecc). Può essere mediamente approssimata ad una finestra di forma ellittica con rapporto d'aspetto tra 1,2:1 e 1,35:1 circa, che copre mediamente un campo visivo esteso di circa 95° orizzontali e 80° verticali, e con dei valori limite (min-max) di circa 60°-120° orizzontali e 65°-100° verticali. Per un uomo che porta gli occhiali, il suo campo visivo potrebbe essere ridotto anche fortemente, dalla montatura e dalle lenti usate. 
Della visione binoculare, la piccola parte centrale è quella più utilizzata durante l'osservazione attenta o la fissazione dei dettagli (durante la lettura, la visione TV, ecc), ed è compresa nella zona foveale, che copre un campo visivo tra circa 1° e 5° angolari, dove risiede la zona di massima densità retinica dei coni L e M (Giallo e Verde). La massima acutezza della visione binoculare è legata a vari fattori fisiologici e percettivi, tra cui, densità retinica foveale, genetica e biologia degli occhi, ma anche a cultura, esperienza e conoscenza degli oggetti osservati, e risulta normalmente maggiore rispetto al valore massimo della visione monoculare, con valori di dettaglio che possono mediamente migliorare fino a circa il 240%. 

### Direzione visiva e punti corrispondenti
L'organizzazione dello spazio visivo, prende la fovea come riferimento di centratura; e come succede con qualsiasi sistema ottico, le immagini rifratte arrivano capovolte (di 180°) e speculate (di 180°) sulla retina: così, un oggetto che forma la sua immagine su un'area retinica posta temporalmente (da tempia) e verso il basso, rispetto ad essa, viene localizzato come proveniente dall'alto e dal lato nasale, cioè diametralmente opposta. Questa localizzazione è detta foveocentrica. 
I neonati, fino a pochi mesi di età vedono il mondo capovolto e speculato, poiché il loro cervello non è ancora stato abituato a raddrizzare le immagini in modo "normale"; infatti, quando gli avviciniamo un giocattolo, fanno molta fatica a direzionare le mani per prenderlo, un po' come può succedere facendo movimenti stando allo specchio. 
I campi visivi dei due occhi sono legati reciprocamente: una specifica area retinica dell'occhio destro, corrisponde un'altra area specifica dell'occhio sinistro, in posizione omologa. L'occhio destro vede la parte destra del naso e lo posiziona a sinistra dell'immagine finale, mentre l'occhio sinistro vede la parte sinistra del naso e lo posiziona a destra nell'immagine. Le due immagini sommate all'interno di questo spazio limitano il campo visivo binoculare orizzontale e le due fovee sono i punti principali corrispondenti (al centro), mentre la restante parte dell'area retinica (visione periferica vicina) viene organizzata anch'essa per aree corrispondenti. Per questo motivo, la direzione visiva risultante, appare come originata da un ipotetico occhio posto al centro dei due reali e definita quindi ciclopica (simile ad una visione monoculare), ciò che succede anche quando osserviamo dentro un binocolo (da cui il nome binoculare - con due occhi). 
L'insieme dei punti nello spazio, visti singolarmente dai corrispondenti punti della retina, è definito dalla cosiddetta curva oroptera.

## Percezione binoculare
Suddivisione del processo evolutivo e cognitivo dell'apparato visivo umano, proposto da Worth nel 1915, la percezione binoculare è composta da diversi fenomeni:
1. percezione simultanea o diplopia
2. fusione
3. stereopsi

Ogni fenomeno è di livello superiore al precedente, e la presenza del grado più elevato, la stereopsi prevede la presenza dei due precedenti.

### Percezione simultanea
La percezione simultanea è rappresentata dalla capacità di entrambi gli occhi di apprezzare e trasmettere al cervello nello stesso istante due immagini che parzialmente si sovrappongono.

### Fusione
La fusione è una capacità visiva successiva alla percezione simultanea, e presenta una componente motoria ed una sensoriale. La prima implica l'attività dei muscoli estrinseci oculari, per il posizionamento degli assi visivi sull'oggetto interessato. La seconda è relativa alla capacità psichica di formare, da due immagini retiniche affette da una diversa parallasse, una rappresentazione visiva singola.

### Stereopsi
La stereopsi è la capacità percettiva che consente al cervello di 'leggere' le due diverse immagini provenienti dagli occhi. Questa disparità viene sfruttata per trarre informazioni sulla profondità e anche sulla posizione spaziale degli oggetti presenti nel campo visivo, detta comunemente 'visione tridimensionale'.

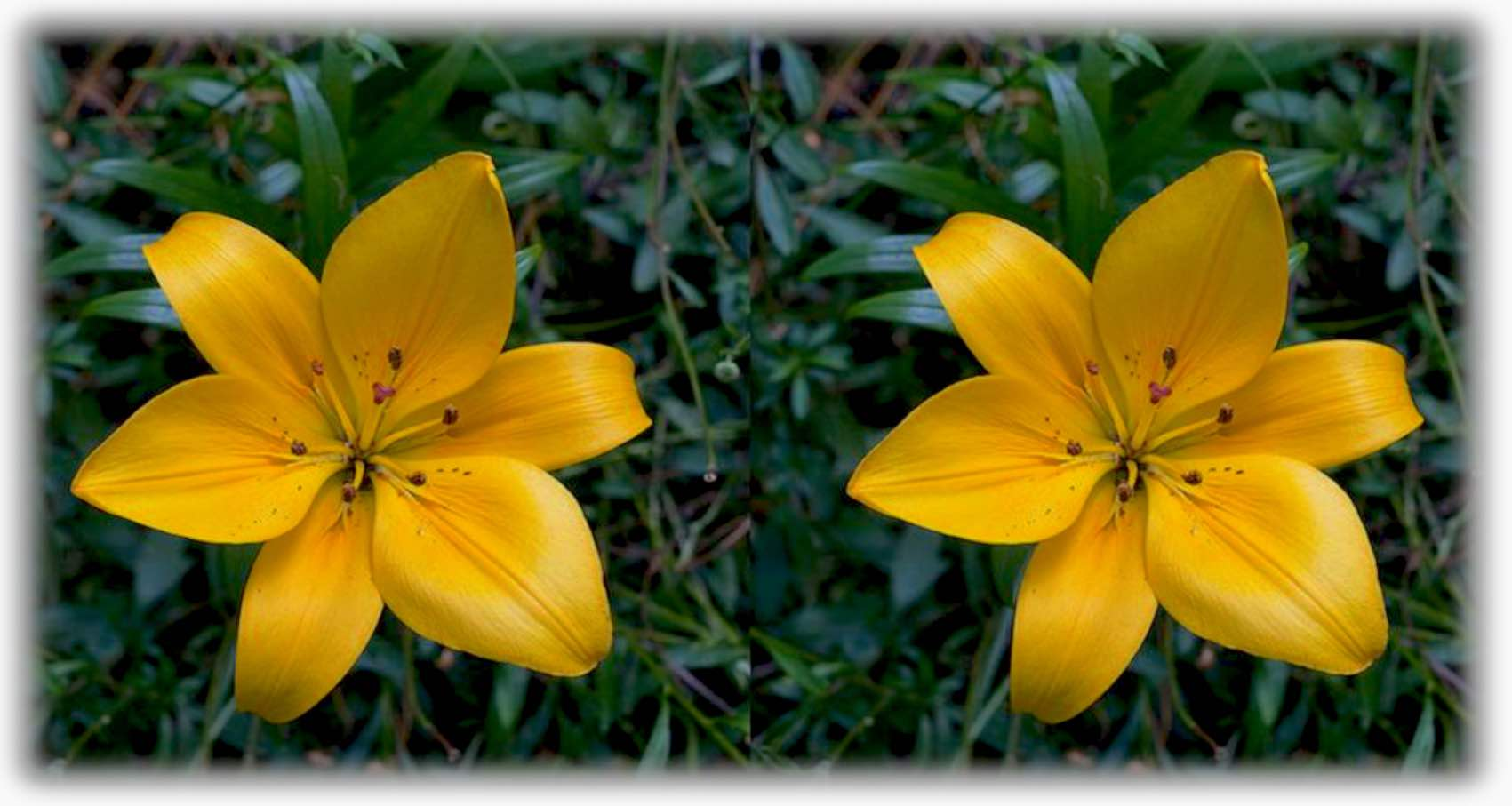
Immagine stereoscopica per comprendere la stereopsi

Ingrandendo a schermo pieno l'immagine stereoscopica (qui a fianco), è possibile vedere direttamente come funziona la stereopsi. L'immagine è composta da due riprese fotografiche dello stesso fiore giallo, eseguite da due punti leggermente differenti (o da una diversa prospettiva), e tali che incrociando gli occhi, come se stessimo osservando un oggetto molto vicino al nostro naso (tra circa 10 e 20 cm), ovvero sovrapponendo le due immagini forzatamente, verrà creata una terza immagine centrale del fiore, ma stavolta con apparenze tridimensionali.